# Korová nekróza modřínu

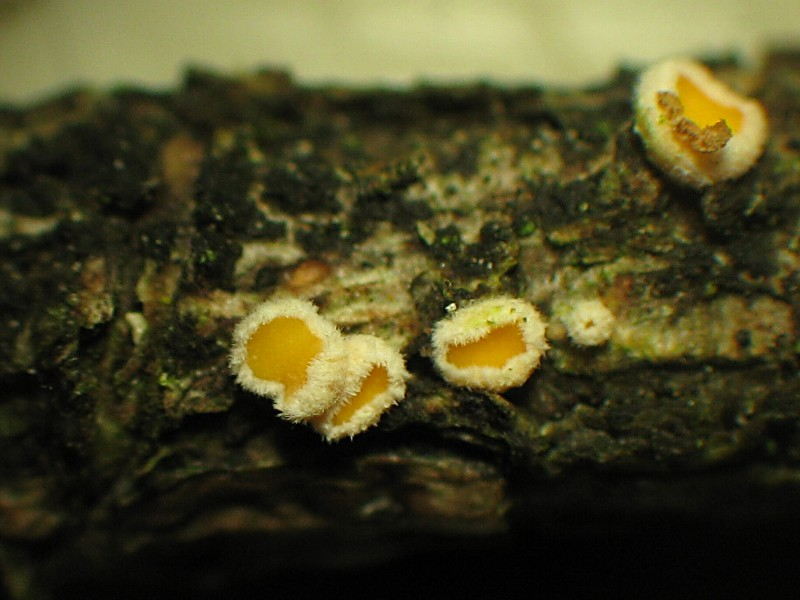
Plodnice Lachnellula occidentalis jsou vzhledově velmi podobné plodnicím houby brvenka modřínová.

Korová nekróza modřínu je houbová choroba rostlin způsobená houbou brvenka modřínová Lachnellula willkommii z čeledi brvenkovité Hyaloscyphaceae. Choroba napadá především modřín opadavý. Snadno se šíří z větve na větev na další dřevinu (Larix decidua). Brvenka modřínová se nachází v oblastech, které mají vysoký obsah vlhkosti. Rakovina modřínu je nejvýznamnějším onemocněním modřínu. Stejně jako u jiných typů rakoviny se hostitel se marně snaží překrýt postiženou oblast hojivým pletivem. Nádory se mohou tvořit několik let, dorůst obrovských rozměrů a vést k úplnému znehodnocení kmene.

## EPPO kód
LCHNWI

## Synonyma patogena

### Vědecké názvy
Podle EPPO a biolib.cz je pro patogena brvenka modřínová Lachnellula willkommii s označením LCHNWI používáno více rozdílných názvů a eppt.eppo.org například Dasyscyphus calycinus var. trevelyani nebo Trichoscypha calycina var. trevelyanii.

## Zeměpisné rozšíření
Vyskytuje se v mnoha částech Evropy. Choroba napadá dřeviny i v Japonsku, Číně a Rusku. V Severní Americe se toto onemocnění  vyskytuje pouze v přímořských provinciích New Brunswick, Nové Skotsko a Ostrov Prince Edwarda a v pěti oblastech v Maine, USA. Vyskytovala se v Massachusetts v USA v roce 1900, ale byla úspěšně vymýcena do roku 1965. Toto onemocnění je v současnosti omezováno v Kanadě a USA.
Tento druh je považován za domácí v Asii, zvláště v Japonsku (Ito et al, 1963,. Kobayashi, 1970). Je prokázán a rozšířen v Evropě. Houba je invazivní v USA (Massachusetts) kde byla nalezena v roce 1920 a úspěšně vymýcena 1965 (Tegethoff, 1965). Zdá se že se opět rozšiřuje v USA (východní Maine), byla potvrzena v roce 1980 a také byla zjištěna ve východní Kanadě (Miller a Stark, 1983) a v New Brunswick (Ostaff, 1985) a na Islandu.

### Výskyt v Evropě
Bělorusko, Belgie, Česká republika, Dánsko, Estonsko, Finsko, Francie, Německo, Velká Británie, Maďarsko, Island, Irsko, Itálie, Lotyšsko, Nizozemsko, Norsko, Polsko, Portugalsko, Azorské ostrovy, Portugalsko, Rumunsko, Ruská federace, Srbsko, Švédsko, Švýcarsko, Ukrajina, Velká Británie, Jugoslávie

### Výskyt v Česku
Pozitivní.

## Hostitel
- modřín opadavý

## Příznaky
Lachnellula willkommii tvoří viditelné boule na kmenech a větvích. Na okrajích ran se tvoří propadliny. Kůra modřínu je při nákaze popraskaná. Na stromě, budou plodnice houby ve velikosti několika milimetrů. Jsou oranžové a diskovité (Surini, 2004). Mízotoky na větvích.

### Možnost záměny
V počáteční fázi lze chorobu zaměnit s napadením housenkami obaleče pupenové, kdy vzniká poškození kůry a vzniká hojivý kalus.

## Význam
Houba nezpůsobuje úhyn ale v některých případech inhibuje růst (Paques et al., 1999). Potenciál rozšíření L. willkommii  v Severní Americe je vysoký. Státní a federální agentury informují veřejnost o nebezpečí a opatřeních.
Vznikají růstové deformace.V počáteční fázi lze chorobu zaměnit s napadením housenkami obaleče pupenové, kdy vzniká poškození kůry a vzniká hojivý kalus.

## Šíření
Šíří se větrem a z větve na větev. Infekce způsobují především askospory. Obvykle pronikají přes jizvy po opadu jehlic a poškozené výhony.

## Ochrana rostlin

### Prevence
Vhodné stanoviště, ideální jsou výsadby ve vzdušných sušších lokalitách.

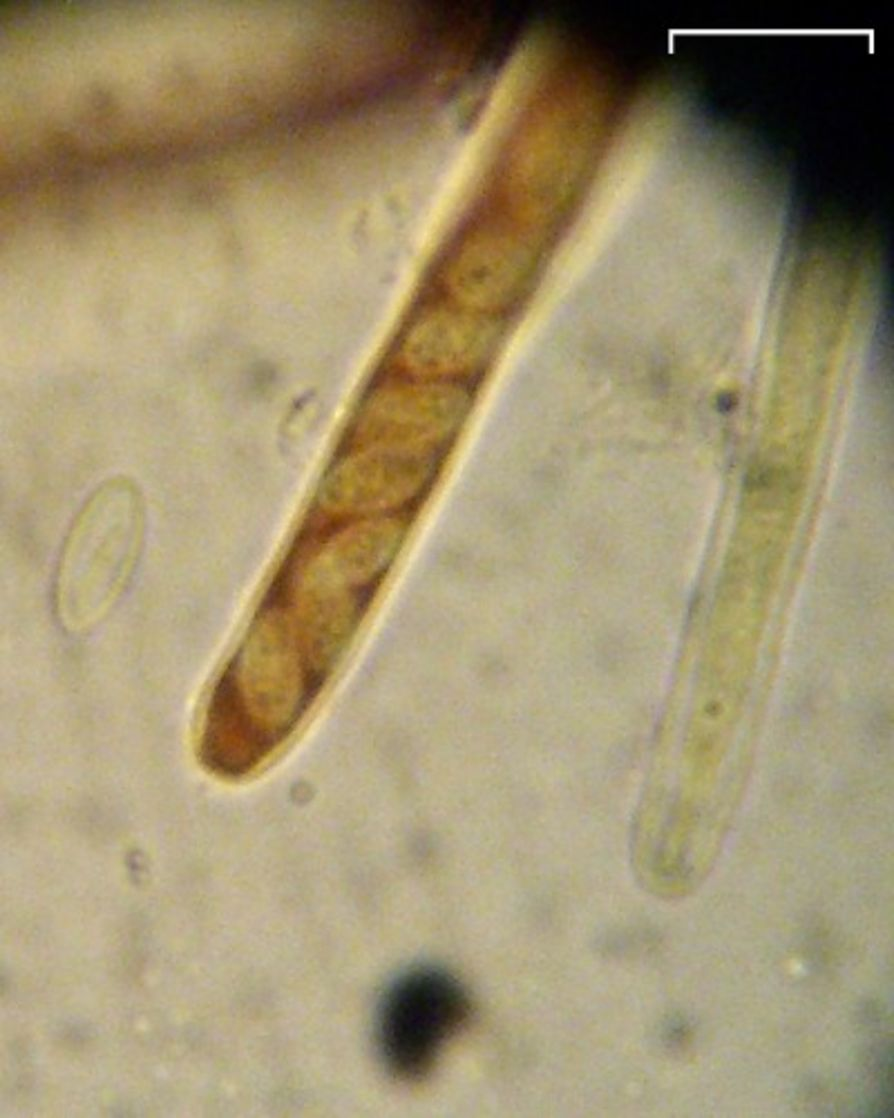
Vřecko se sporami houby.

### Agrotechnická opatření
K omezení šíření Lachnellula  willkommii lze infikované větve ořezávat. To se provádí za určitých podmínek, když je počasí suché a během zimy. Některé problémy spojené s ořezáním větví jsou někdy s použitými nástroji, pokud nejsou dezinfikovány, takže spory lze na nářadí snadno přenést na jiný strom.

### Rezistentní odrůdy
Existují rozdíly v odolnosti mezi jednotlivými rostlinami modřínu opadavého. Modřín z Polska, Sudet a části Alp a pod Alpami je mnohem méně náchylný k rakovině než většina alpského modřínu.